# Odin By Farstad
Odin By Farstad (1º dicembre 1997) è un pattinatore di short track e pattinatore di velocità su ghiaccio norvegese.

## Biografia
Ai campionati europei di Heerenveen 2020 ha vinto la medaglia d'argento nello sprint a squadre, gareggiando con i connazionali Håvard Holmefjord Lorentzen e Bjørn Magnussen.

## Palmarès

### Pattinaggio di velocità
- Mondiali distanza singola

Salt Lake City 2020: bronzo nello sprint a squadre.
- Europei

Heerenveen 2020: argento nello sprint a squadre.